# Chennupati Jagadish
Chennupati Jagadish (10 de agosto de 1957), físico y académico indio-australiano, es un distinguido profesor de física en la Escuela de Investigación de Física e Ingeniería de la Universidad Nacional de Australia. Es jefe del Grupo de Optoelectrónica y Nanotecnología de Semiconductores que estableció en 1990. También es el Coordinador de la Red Australiana de Nanotecnología y Director del Nodo ACT de la Instalación Nacional de Fabricación de Australia.

## Biografía

### Educación
Jagadish obtuvo su licenciatura en física de la Universidad Acharya Nagarjuna (VSR College, Tenali) en 1977, M.Sc. (Tecnología) en física aplicada (con especialización en electrónica) de la Universidad de Andhra en 1980 y maestría y doctorado en física (películas delgadas semiconductoras) de la Universidad de Delhi en 1982 y 1986, respectivamente.

### Carrera
Después de completar su doctorado en Física en la Universidad de Delhi, Jagadish trabajó en el Sri Venkateswara College de Nueva Delhi como profesor de Física y Electrónica durante 1985-1988. Fue becario postdoctoral en el Departamento de Física de la Universidad de Queen durante 1988-1990. Se mudó a la Universidad Nacional Australiana en 1990 para unirse al recién establecido Departamento de Ingeniería de Materiales Electrónicos en la Escuela de Investigación de Física e Ingeniería.Se ha desempeñado durante 2012-2016 como Vicepresidente y Secretario de Ciencias Físicas de la Academia Australiana de Ciencias.
Además de lo anterior, también está prestando los servicios a muchas otras universidades de todo el mundo como profesor invitado, profesor distinguido y ocupa cargos honorarios. Universidades prestigiosas como la Universidad de Oxford,Universidad de Cambridge, St. John's College, Cambridge, Universidad de Nanjing;Universidad Central Sur,China, Universidad de Ciencia y Tecnología Electrónicas de China, Chengdu, China, Academia China de Ciencias, CIOMP-Changchun, Universidad Tecnológica de Hefei, Universidad Tecnológica de Taiyuan, Universidad de Tokio, Japón, Universidad Anna, Chennai, Universidad Mangalore, India, Universidad Nacional de Taiwán, por nombrar algunos que honraron al Prof. Chennupati con el cargo honorífico en sus respectivos departamentos.
Es un miembro activo de la sociedad de investigación de materiales, IEEE y regularmente invitado a varias conferencias y reuniones internacionales sobre Ciencias de los Materiales, Fotónica, Electrónica, Semiconductores, Electrónica Cuántica, Física, etc. También ha dado charlas plenarias y charlas invitadas y ha organizado varias sesiones en MRS, reuniones de IEEE en todo el mundo.
Ahora se desempeña como editor en jefe de revisiones de física aplicada desde enero de 2020. Antes de unirse a APR, se desempeñó como Editor en Jefe de Progress in Quantum Electronics, 2016-2019 y Coeditor en Jefe de la Revista Internacional de Electrónica y Sistemas de Alta Velocidad (2014-2019). También ocupa el cargo de editor de varias revistas, incluyendo Journal of Semiconductor Technology and Science (2009-presente), Springer Series in Material Science (2009-presente), Springer Series in Nanooptics and Nanophotonics (2009-presente), Elsevier Series in Semiconductors and Semimetals (2010-presente), IEEE Electron Device Letters (2008-2014), Light: Science and Applications of Nature Publishing Group, (2014-2019). Es miembro del Consejo Editorial de más de 20 revistas más de otras, incluyendo ACS Nano, IEEE Photonics Journal, IEEE Nanotechnology Magazine, Physica Status Solidi: Rapid Res. Lett., Electrónica de Estado Sólido, Etc..

### Servicios Sociales
Jagadish y su esposa Vidya han lanzado The Chennupati and Vidya Jagadish Endowment para ayudar a estudiantes e investigadores de países en desarrollo a visitar la Escuela de Investigación de Física e Ingeniería de la Universidad Nacional de Australia.

## Premios
Jagadish fue nombrado Compañero de la Orden de Australia por sus eminentes servicios a la física y la ingeniería en los Honores del Día de Australia 2016.[Ha recibido muchos premios y honores, incluido el Premio IEEEPioneer 2015 en Nanotecnología, la Medalla Walter Boas 2013 del Instituto Australiano de Física.y la Medalla Thomas Ranken Lyle 2019 de la Academia Australiana de Ciencias.Fue elegido miembro de la Sociedad Americana de Física en 2003. En 2020, fue elegido miembro de la Academia Nacional de Ingeniería por sus contribuciones a la nanotecnología para dispositivos optoelectrónicos.
Fue galardonado con la Beca de la Federación (2004-2009) y la Beca del Laureado (2009-2014) por el Consejo Australiano de Investigación.